# سوتی پلو
سوتی پلو یک پلوی ایرانی است که در اردبیل و بعضی از شهرهای آذربایجان در شب چهارشنبه سوری پخته می‌شود. «سوت» در زبان آذری به معنای شیر است و این غذای با پختن برنج در شیر آماده می‌شود. به آن گلاب، زعفران، زردچوبه و نمک می‌زنند و پس از دم کشیدن با کره یا روغن محلی و خلال‌های مختلف و کشمش و قیسی و پیاز داغ سرو می‌کنند. این غذا با ماهی دودی هم خورده میشود که در این صورت گلاب از حذف میشود.